# Brede Borgen
Brede Borgen (10 marzo 1915 – 11 maggio 2005) è stato un allenatore di calcio e calciatore norvegese, di ruolo attaccante.

## Carriera

### Giocatore

#### Club
Borgen ha giocato con la maglia dello Skeid, squadra con cui ha vinto il Norgesmesterskapet 1947.

#### Nazionale
Ha giocato una partita per la Norvegia B: il 2 ottobre 1938 è stato infatti schierato titolare nella vittoria per 4-1 sulla Svezia.

### Allenatore
Terminata l'attività agonistica, è stato allenatore del Vålerengen dal 1952 al 1953. Ha successivamente guidato lo Skeid, con cui ha vinto cinque edizioni del Norgesmesterskapet (1954, 1955, 1956, 1963 e 1974) ed un campionato (1966).

## Palmarès

### Giocatore
- Coppa di Norvegia: 1

Skeid: 1947

### Allenatore
- Coppa di Norvegia: 5

Skeid: 1954, 1955, 1956, 1963, 1974
- Campionato norvegese: 1

Skeid: 1966